# Rhimphalea anoxantha
Rhimphalea anoxantha là một loài bướm đêm trong họ Crambidae.